# Miodrag Pavlović
Miodrag Pavlović (serb. Миодраг Павловић), född 28 november 1928 i Novi Sad, död 17 augusti 2014 i Tuttlingen i Baden-Württemberg, var en serbisk författare och poet.
Pavlović studerade medicin från 1947 till 1954 på Belgrads universitet. Hans första verk som publicerades var diktsamlingen 87 dikter 1952. Ett tema som ständigt återkommer i Pavlovićs verk är sambanden mellan Balkans urinvånare och nuvarande befolkning.[källa behövs] Hans verk är översatta till flera språk.
Pavlović blev nominerad till Nobelpriset i litteratur två gånger och fick många pris och utmärkelser både i Serbien och andra länder. År 2012 tilldelades han det tyska Petrarcapriset.
I svensk översättning finns dikturvalet Ett berg grönt av tvivel (1998).

## Verk (svenska)
- Ett berg grönt av tvivel, översättning Jon Milos (Stehag: Gondolin, 1998) ISBN 91-88820-52-1